# János Urányi
János Urányi (Balatonboglár, Somogy, 24 de junho de 1924 — Budapeste, 23 de maio de 1964) foi um velocista húngaro na modalidade de canoagem.

## Carreira
Foi vencedor da medalha de Ouro em K-2 10000 m em Melbourne 1956 junto com o seu colega de equipa László Fábián.